# کارنی (اکلاهما)
کارنی(به انگلیسی: Carney) شهری در ایالت اکلاهما کشور ایالات متحده آمریکا است که جمعیت آن در سرشماری سال ۲۰۱۰ میلادی، ۶۴۷ نفر بوده‌است.